# Z80 CTC

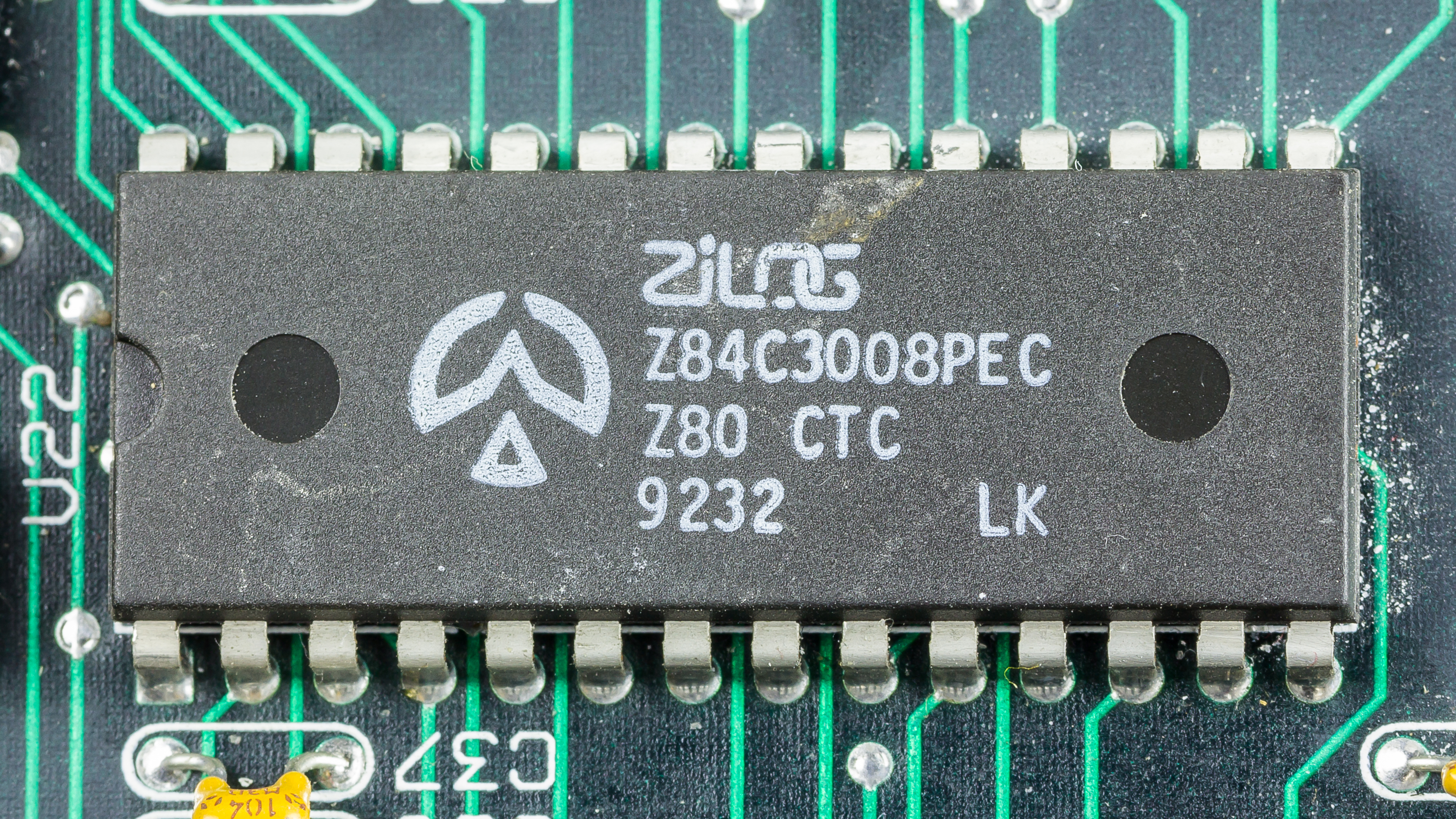
Z80 CTC

Rozložení pinů obvodu Z80 CTC

Z80 CTC (Z80 Counter/Timer Circuit) je integrovaný obvod z rodiny procesoru Z80. Jedná se obvod poskytující čtyři nezávislé čítače/časovače. Protože se jedná o obvod z rodiny procesoru Z80, umožňuje plně využívat možnosti přerušovacího systému procesoru Z80. Podobný obvod v rodině procesoru Intel je obvod Intel 8253.
Obvod je navržen tak, aby byl snadno použitelný pro generování přenosové rychlosti pro obvod Z80 SIO.
Obvod je použit např. společně s obvody WD2797, Z80 PIO a Z80 SIO v univerzální I/O kartě EXIO k počítačům Sharp. Je také součástí cvičného modulu Z80 používaném k výuce na Západočeské univerzitě. Společně s obvodem 8255 je použit v počítači Rum 80 PC.
Analogickými obvody jsou obvody UA857D, UB857D a VB857D.

## Režimy čítačů/časovačů
Čítače/časovače mohou pracovat v následujících režimech:
- čítač,
- periodicky spouštěný časovač,
- časovač spouštěný vnějším impulsem.

Pro dosažení větších rozsahů časování a čítání je možné čítače/časovače zapojit do kaskády. Z důvodů omezení počtem pinů pouzdra mají pouze tři čítače/časovače výstupní signál signalizující dosažení předepsané hodnoty, čtvrtý čítač/časovač může pouze generovat přerušení.

## Konfigurace obvodu

### Nastavení režimu
Jednotlivé čítače/časovače se nastavují nezávisle pomocí svých konfiguračních registrů. Podle toho, zda je či není měněna časová konstanta, je nutno do konfiguračního registru příslušného čítače/časovače zapsat dvě nebo jednu hodnotu.
| Nastavení režimu |                    |             |                                                        |                                                                             |                                                         | | |   |
| bit              | 7                  | 6           | 5                                                      | 4                                                                           | 3                                                       | 2 | 1 | 0 |
| bit              | povolení přerušení | 0 - časovač | dělitel hodinového kmitočtu pro časovač 0 - 16 1 - 256 | vnější spouštění čítaní/časování 0 - sestupnou hranou 1 - vzestupnou hranou | spouštění časování 0 - automaticky 1 - vnějším signálem | 0 - nastavená časová konstanta nebude měněna 1 - bude změněna časová konstanta (obvod očekává další byte s časovou konstantou) | 0 - nové nastavení bude aplikováno po dokončení stávajícího cyklu 1 - stávající cyklus bude přerušen, nové nastavení bude aplikováno ihned | 1 |
| bit              | povolení přerušení | 1 - čítač   |                                                        | vnější spouštění čítaní/časování 0 - sestupnou hranou 1 - vzestupnou hranou |                                                         | 0 - nastavená časová konstanta nebude měněna 1 - bude změněna časová konstanta (obvod očekává další byte s časovou konstantou) | 0 - nové nastavení bude aplikováno po dokončení stávajícího cyklu 1 - stávající cyklus bude přerušen, nové nastavení bude aplikováno ihned | 1 |

### Nastavení vektoru přerušení
Než je povoleno generování přerušení, je nutné nastavit vektor přerušení, který bude odesílán procesoru. Vektor přerušení se nastavuje pro všechny čtyři čítače/časovače společně. Nastavuje se společná část vektoru přerušení, dva bity vektoru přerušení jsou generovány v závislosti na tom, který čítač/časovač přerušení vyvolal.
| Vektor přerušení            |                                      |                                      |                                      |                                      |                                      |                       |                       |   |
| bit                         | 7                                    | 6                                    | 5                                    | 4                                    | 3                                    | 2                     | 1                     | 0 |
| nastavení vektoru přerušení | vektor přerušení                     | vektor přerušení                     | vektor přerušení                     | vektor přerušení                     | vektor přerušení                     |                       |                       | 0 |
| generovaný vektor přerušení | vektor přerušení (programovaná část) | vektor přerušení (programovaná část) | vektor přerušení (programovaná část) | vektor přerušení (programovaná část) | vektor přerušení (programovaná část) | číslo čítače/časovače | číslo čítače/časovače | 0 |